# Filippo III Arrideo
Filippo III Arrideo (in greco antico: Φίλιππος Ἀῤῥιδαῖος?, Phìlippos Arridàios; Pella, 359 a.C. – Anfipoli, 317 a.C.) è stato un sovrano macedone antico, Re di Macedonia, Gran Re di Persia ed Elam e faraone d'Egitto.

## Biografia
Arrideo nacque come figlio illegittimo di Filippo II, re di Macedonia, e della sua concubina Filinna di Larissa. Da parte di padre era fratellastro di Alessandro Magno, la cui madre era la regina Olimpiade. Assunse il nome Filippo al momento dell'ascesa al trono, nel 323 a.C., dopo la morte di Alessandro.
Arrideo era considerato "debole di mente" o infermo. Lo storico Plutarco riporta che Arrideo soffrisse di turbe mentali e forse epilessia, dacché la matrigna Olimpiade gli avrebbe fatto somministrare dei veleni, per evitare che potesse mettere in pericolo la successione di Alessandro al trono. Probabilmente soffriva di qualche patologia o sindrome congenita che gli provocò comunque una scarsa abilità intellettiva o di altro tipo rendendolo inadatto al trono senza la supervisione di un reggente.
Certo è che Arrideo fu per tutta la vita una figura debole, usato da altri come una marionetta nelle contese per il potere. Lo stesso Alessandro non pare aver considerato il fratellastro un rivale e lo portò con sé nella sua campagna in Asia. Quando però il satrapo di Caria offrì la propria figlia in moglie ad Arrideo, Alessandro lo proibì, per evitare forse una sua discendenza.

## Salita al trono
Alessandro Magno morì nel giugno del 323 a.C. a Babilonia. Tra i suoi generali si accese immediatamente una lite, su chi dovesse succedere al giovane re alla guida del suo immenso impero. Perdicca, comandante della cavalleria, sosteneva si dovesse aspettare che la vedova di Alessandro, Rossane, all'epoca incinta, partorisse e, se il bambino fosse stato un maschio, incoronarlo. Meleagro, comandante della fanteria, sosteneva invece si dovesse incoronare subito Arrideo. Dopo l'assassinio di Meleagro si giunse al compromesso, che il figlio di Alessandro e Rossane, chiamato Alessandro anche lui, e Arrideo, che assunse il nome Filippo, portassero entrambi il titolo reale. Perdicca assunse la reggenza in nome di Filippo III e Alessandro IV.
Cinane, un'altra figlia di Filippo II e sorellastra di Alessandro Magno e Arrideo, offrì la propria figlia Euridice in sposa al nuovo re. Per impedirlo, Perdicca fece assassinare Cinane, ma ciò scatenò delle proteste in seno all'esercito, per cui il matrimonio tra Filippo III e sua nipote fu alla fine celebrato. Filippo III si sottrasse quindi all'influenza di Perdicca e cadde sotto quella dell'autoritaria moglie Euridice. Questa tentò di utilizzarlo nel corso delle guerre dei diadochi per accaparrarsi il potere sull'eredità di Alessandro Magno.
Perdicca perse in breve tempo il controllo sull'impero macedone. Nel 320 a.C. invase l'Egitto, ove il diadoco Tolomeo si era fatto re, ma il tentativo di guadare il Nilo si risolse in un disastro, con molti soldati che finirono annegati o divorati dai coccodrilli. Gli stessi ufficiali di Perdicca si rivoltarono contro il loro comandante e lo uccisero. Filippo Arrideo ed Euridice seguirono il generale Antipatro in Macedonia e un anno dopo, quando questi morì, si associarono a suo figlio Cassandro, il quale fu nominato reggente dal debole re. Essendo però Cassandro impegnato nella guerra contro il rivale Poliperconte (seconda guerra dei diadochi), il governo del paese era di fatto esercitato dalla regina Euridice.

## Caduta

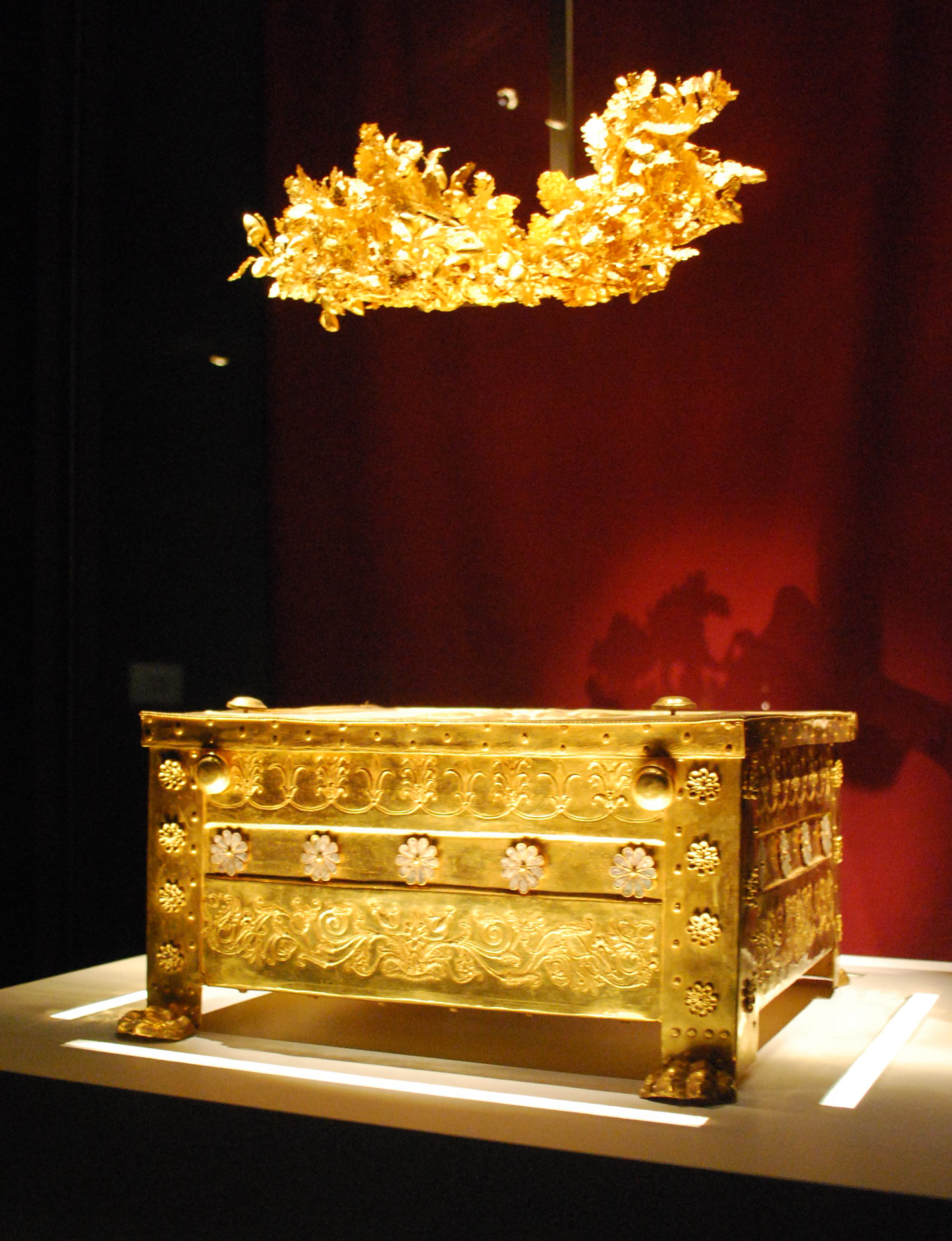
La ghirlanda funebre e l'urna d'oro di Filippo II ("larnax", decorata con il Sole di Verghina a sedici raggi), secondo alcuni utilizzata poi per i resti di Arrideo

Poliperconte si alleò con Olimpiade, la madre di Alessandro Magno, e il cugino di lei, il re d'Epiro Eacide. Olimpiade ed Euridice guidarono i propri eserciti nella cosiddetta "guerra delle donne". I primi avevano con sé anche Rossane e Alessandro IV, la vedova e il figlio di Alessandro Magno, sicché, quando entrarono in Macedonia, l'esercito di Filippo III si rifiutò di affrontarli. Il re e sua moglie furono catturati ad Anfipoli, imprigionati e fatti uccidere nel 317 a.C.. Ad Euridice, Olimpiade offrì un onorevole suicidio. Cassandro riconquistò la Macedonia l'anno dopo e ne divenne re, eliminando Olimpiade, ma in seguito anche Rossane, Alessandro IV ed Eracle (il figlio illegittimo di Alessandro Magno) e fece seppellire degnamente Arrideo ed Euridice, nei sepolcri reali di Ege, forse nella tomba di Filippo II o nella vicina tomba I, ma alcuni hanno ipotizzato una possibile sepoltura ad Anfipoli. Chi sostiene che Filippo III ed Euridice II siano nella tomba principale di Ege, pensa che Filippo II sia stato traslato altrove (tomba I) dal re Cassandro. Secondo le fonti Filippo III, Euridice II e Cynane furono sepolti assieme